# (7391) Strouhal
(7391) Strouhal (1983 VS1) – planetoida z pasa głównego asteroid okrążająca Słońce w ciągu 4,27 lat w średniej odległości 2,63 j.a. Odkryta 8 listopada 1983 roku.